# 福山車站 (日本)
34°29′21″N 133°21′41″E / 34.48917°N 133.36139°E
福山車站（日语：〔〕／ Fukuyama eki */?）是位於日本廣島縣福山市三之丸町，由西日本旅客鐵道（JR西日本）所經營的鐵路車站。有山陽新幹線、山陽本線在此停靠，同時也是福鹽線的起點車站，井原鐵道的井原線也有部分列車會經由福鹽線駛至此站。
車站的北側即為福山市的地標福山城，從車站的月台即可直接看到福山城。

## 歷史
福山車站在1891年是利用福山城三之丸南側及部分護城河填平後的土地所興建，車站於1891年9月11日隨著當時「山陽鐵道」自笠岡車站往西延伸至本站時一同啟用，曾有短暫的兩個月是「山陽鐵道」最西端的終點站，在同年11月「山陽鐵道」即繼續往西延伸至尾道車站。山陽鐵道在1906年被收歸國有後，於1909年正式訂名為山陽本線。
1913年通往沼隈半島南部鞆町的鞆鐵道線，已本站為起點，開始營運。1914年兩備輕便鐵道也以本站東北側的「兩備福山車站」為起點開始營運，不過1933年兩備鐵道線被收歸國有後，成為現在的福鹽線，並在1935年利用福鹽線變更福山市區內路線時，將路線直接改接入福山車站，而鞆鐵道線則是在1954年停止營運。
1972年至1974年期間，福山車站配合即將通車的山陽新幹線開始將市區中的在來線高架化，同時也將車站月台轉成高架車站，山陽新幹線的月台也隨之在1975年岡山車站至博多車站路段通車後，開始啟用。
1987年配合國鐵分割民營化交由西日本旅客鐵道營運。2007年起全面導入新的閘機，開始可以使用非接觸式的智慧卡車票「ICOCA」。

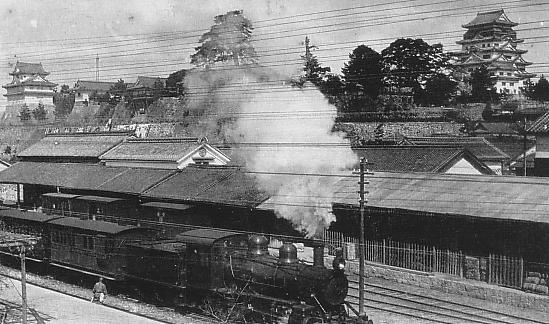
二十世初二次大戰前拍攝的福山車站及福山城
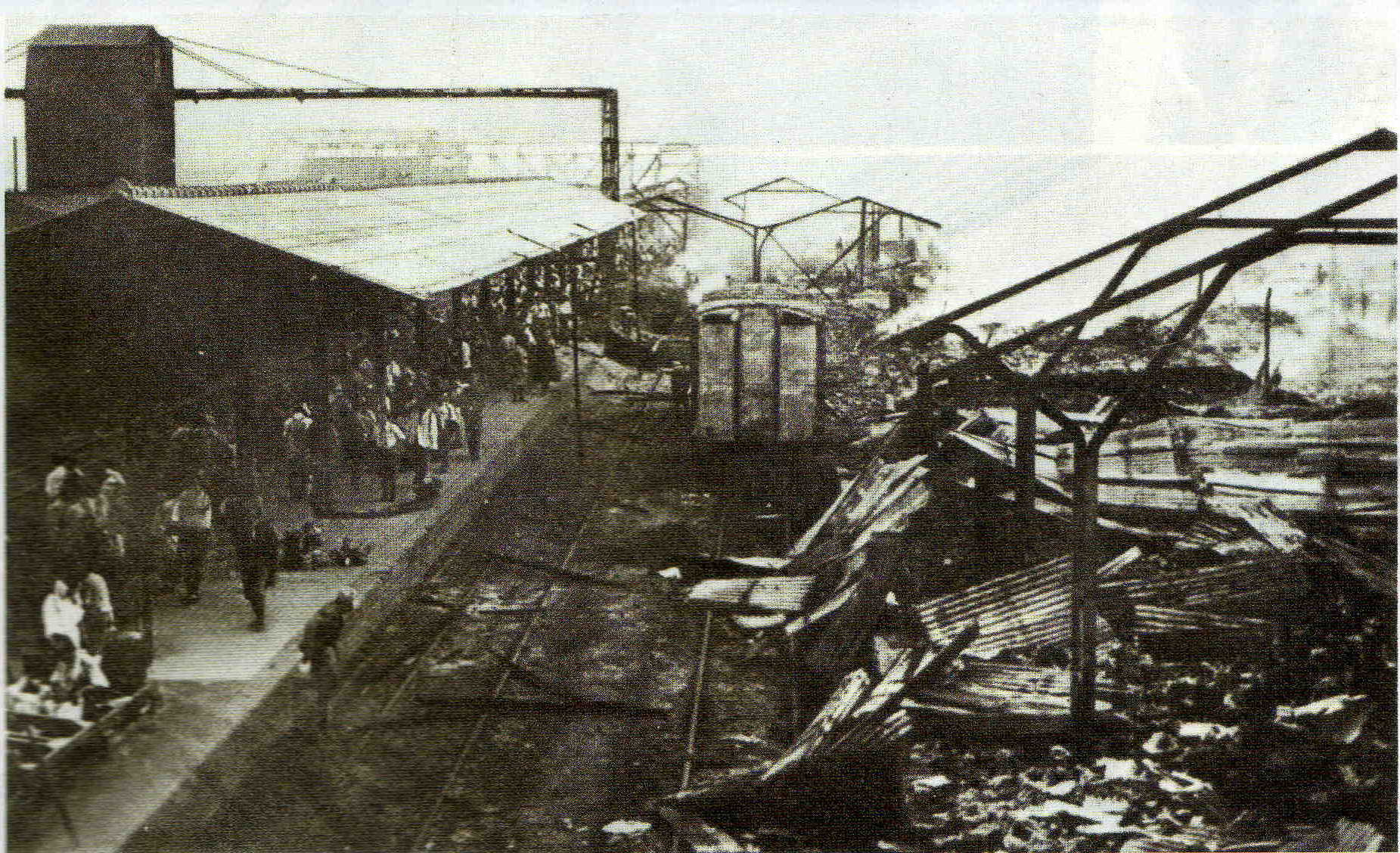
的1945年遭到美軍空襲（日语：福山大空襲）後的福山車站
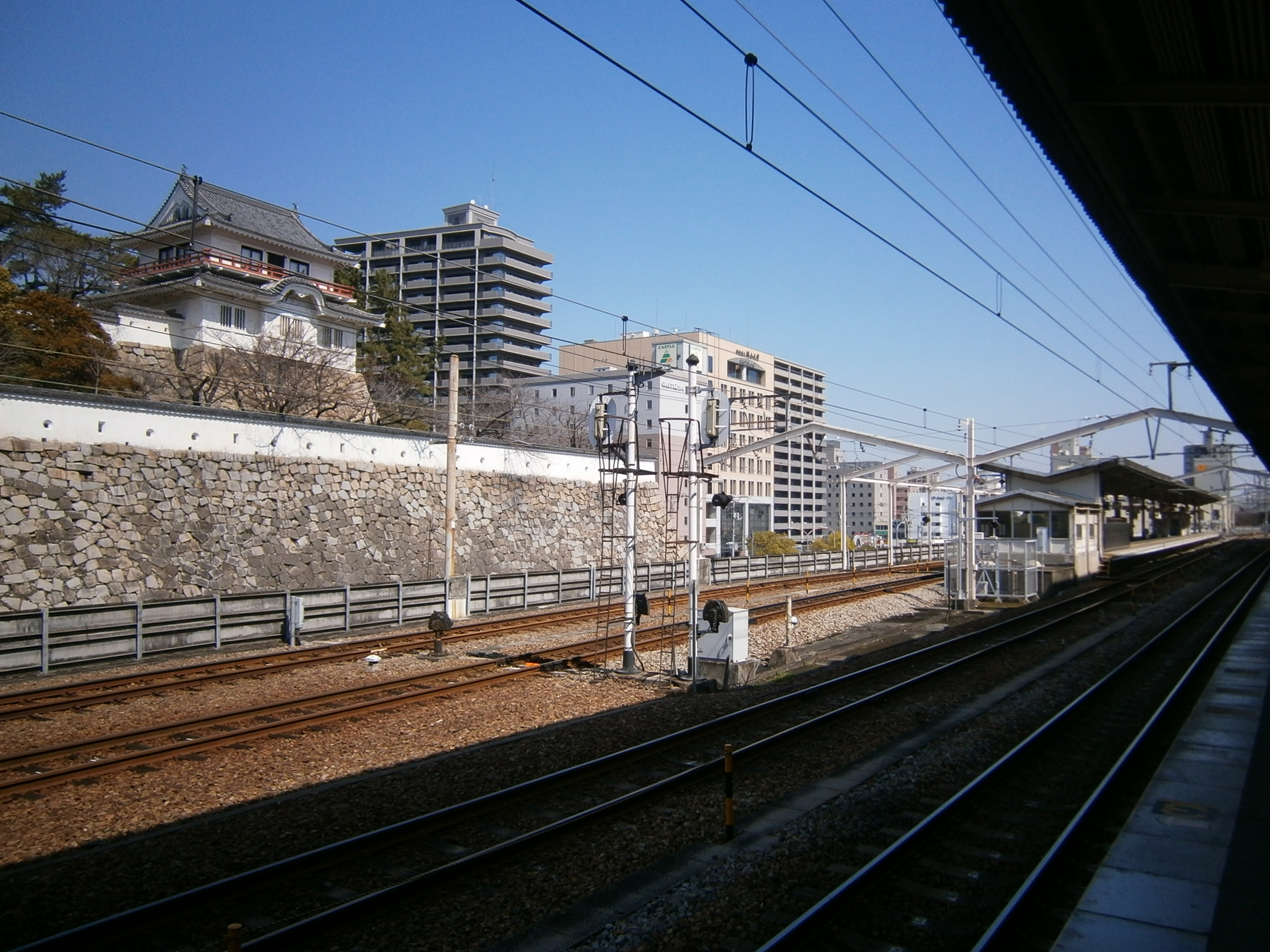
二十一世紀初從福山車站六號月台拍攝的福山城伏見櫓
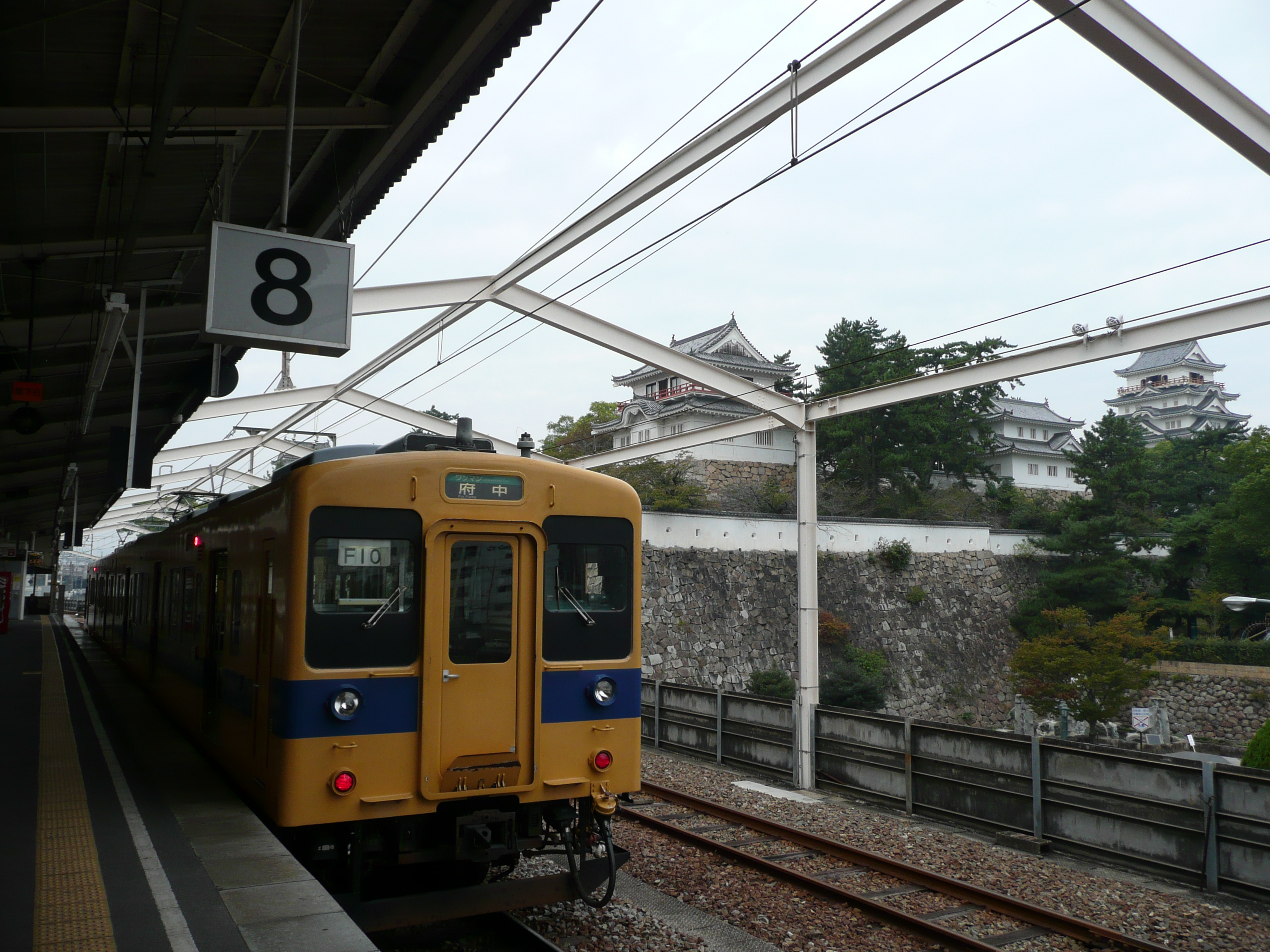
二十一世紀初從福山車站八號月台拍攝的福山城伏見櫓

## 車站構造
一樓為閘機口與大堂，二樓為在來線月台，三樓為新幹線月台。

### 新幹線
新幹線月台位於三樓，為可對應16節編組列車（月台長410米）的2面2線高架側式月台。

#### 月台配置
| 月台 | 路線       | 方向 | 目的地                       |
| ---- | ---------- | ---- | ---------------------------- |
| 1    | 山陽新幹線 | 下行 | 往廣島、博多、鹿兒島中央方向 |
| 2    | 山陽新幹線 | 上行 | 往新大阪、東京方向           |

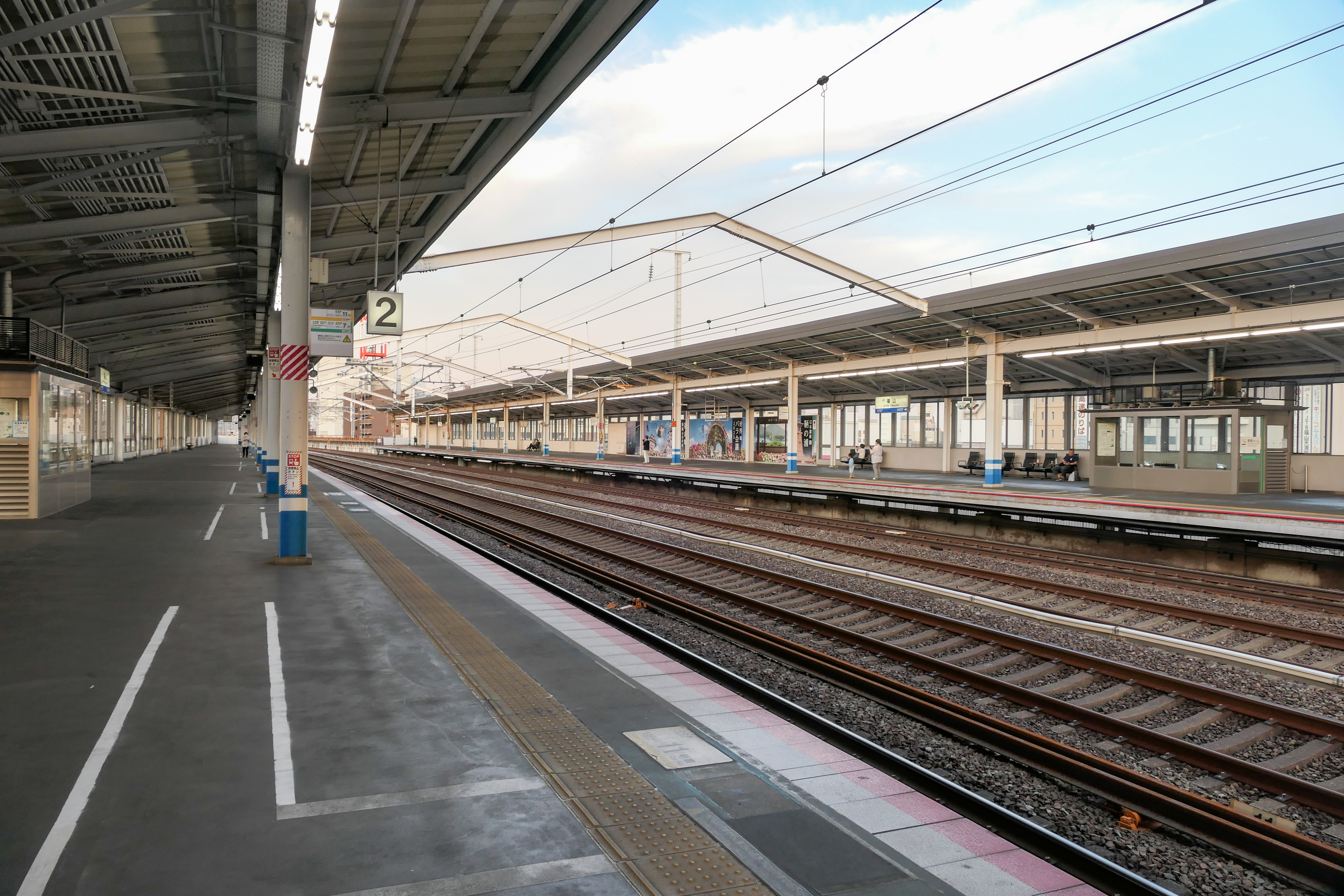
新幹線使用的一號、二號月台

### 在來線
在來線月台位於二樓，為3面6線的高架島式月台。

#### 月台配置
| 月台 | 路線     | 方向   | 目的地                   | 備註                    |
| ---- | -------- | ------ | ------------------------ | ----------------------- |
| 3、4 | 山陽本線 | 下行   | 往尾道、三原、廣島方向   | 往尾道、三原、廣島方向  |
| 5、6 | 山陽本線 | 上行   | 往笠岡、倉敷、岡山方向   | 部分列車會自7號月台發車 |
| 7、8 | 福鹽線   | 福鹽線 | 往神邊、府中、井原線方向 |                         |

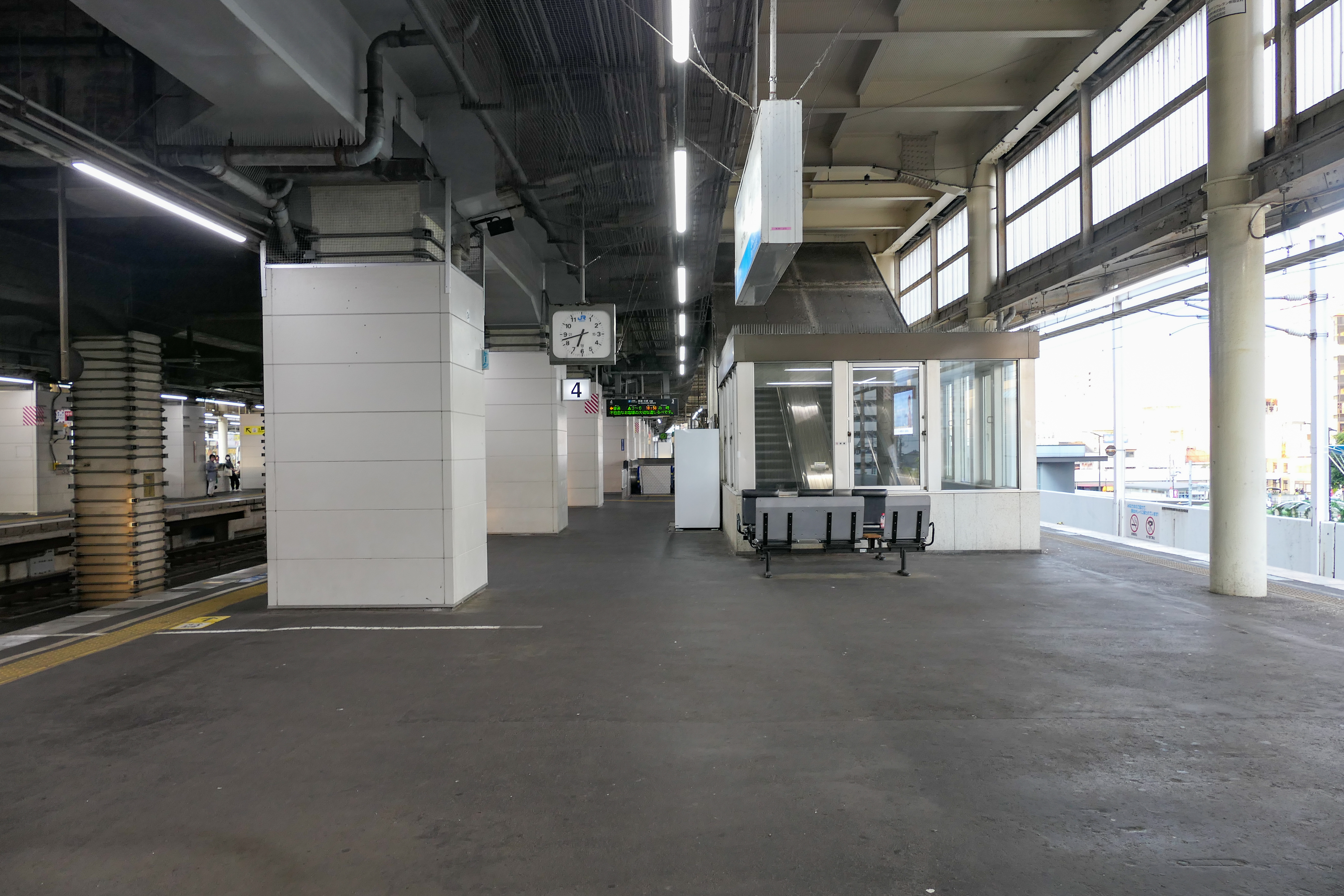
山陽本線往尾道、三原、廣島方向使用的三號、四號月台
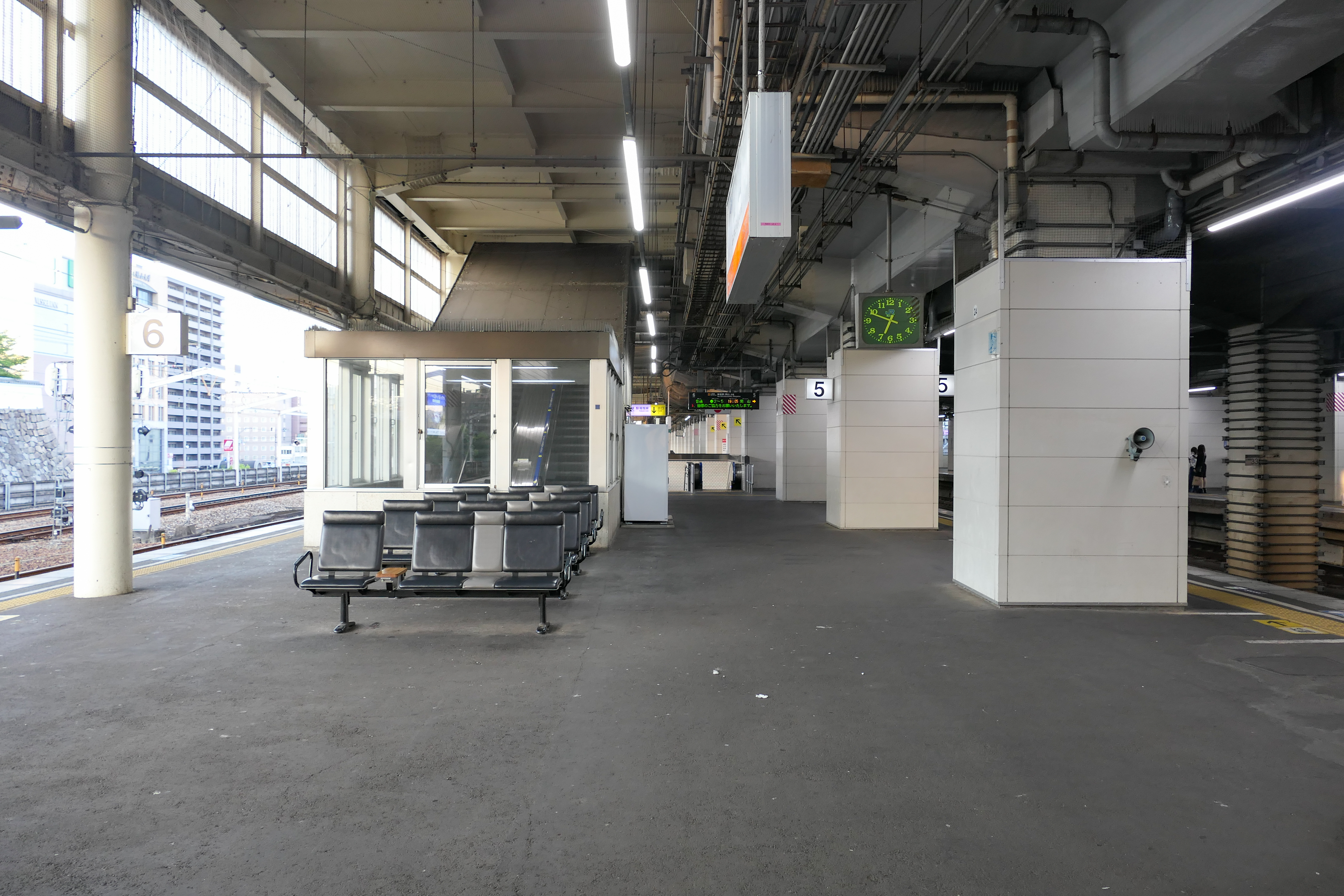
山陽本線往笠岡、倉敷、岡山方向使用的五號、六號月台
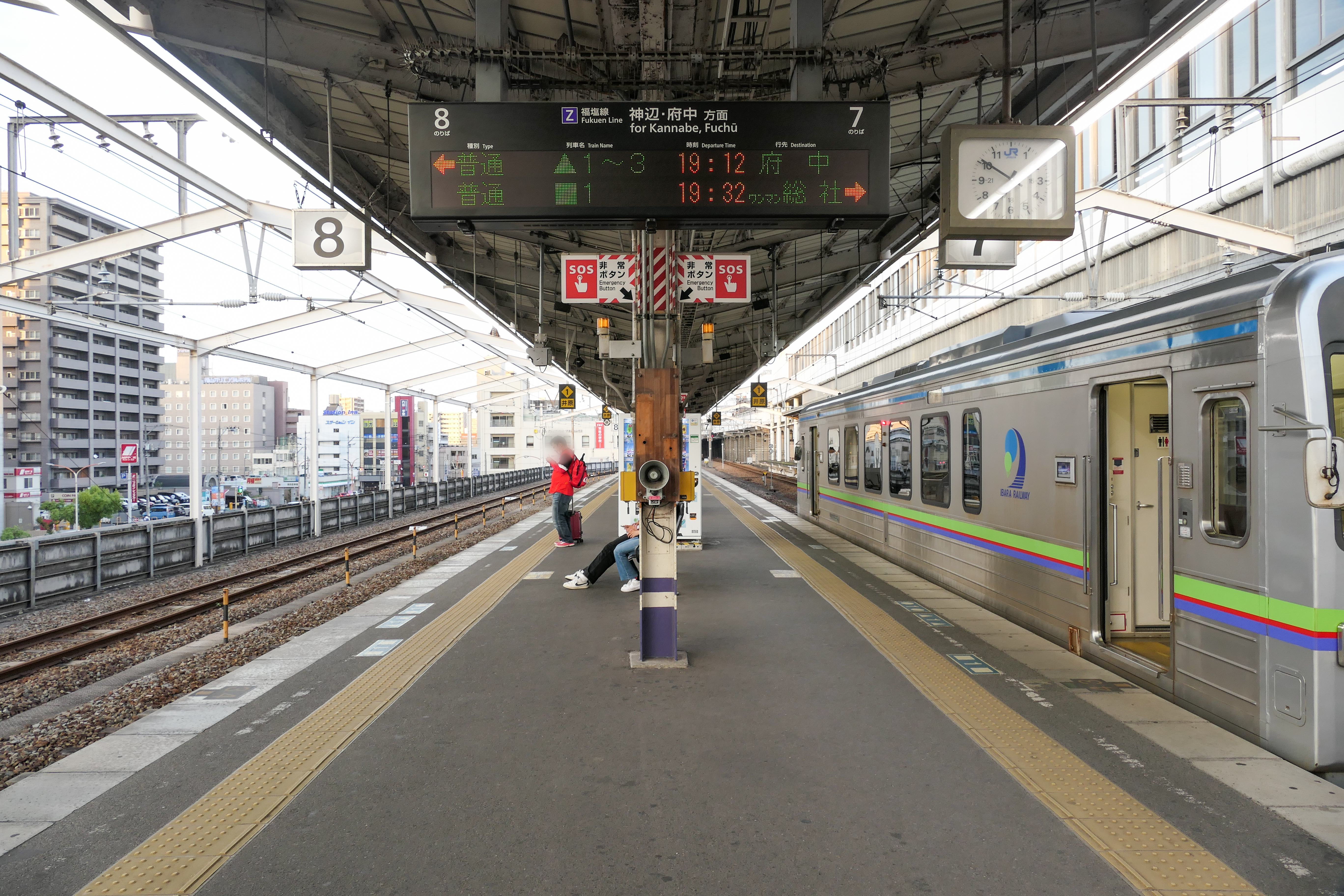
福鹽線往神邊、府中及井原線方向使用的七號、八號月台

## 相鄰車站
西日本旅客鐵道
 山陽新幹線
新倉敷－福山－新尾道
  山陽本線
■普通（包括西條以西為快速列車）
東福山－福山－備後赤坂
 福鹽線（包括直通井原鐵道）
福山－備後本庄

### 曾經存在的路線
鐵道省（國有鐵道）
福鹽線（舊線）
兩備福山－胡町
鞆鐵道
鞆鐵道線
福山－三之丸

## 外部連結
- （日語）JR西日本（福山車站） （页面存档备份，存于）